# Луций Ветурий Филон (консул 220 года до н. э.)
Лу́ций Вету́рий Фило́н (лат. Lucius Veturius Phylō; умер в 210 году до н. э.) — римский политический деятель из патрицианского рода Ветуриев, консул 220 года до н. э., цензор 210 года до н. э. Его отец и дед тоже носили преномен Луций, больше о них ничего не известно.
Коллегой Луция Ветурия по консульству был Гай Лутаций Катул. При этом Хронограф 354 года называет консулами 220 года до н. э. Квинта Муция Сцеволу и Марка Валерия Левина. Некоторые исследователи допускают, что изначально должность получили Сцевола и Левин, но их избрание было признано некорректным, после чего прошло новое голосование.
В 217 году до н. э. Филон был назначен диктатором для проведения выборов; начальником конницы стал Марк Помпоний Матон. В 210 году Ветурий получил цензуру, и его коллегой стал Публий Лициний Красс Див. Ветурий вскоре умер, не успев ничего сделать на новой должности, так что Крассу пришлось сложить полномочия досрочно.
Согласно Ливию, Луций Ветурий и Публий Лициний успели ввести в сенат консуляра Марка Ливия Салинатора, осуждённого когда-то за растрату денег из военной добычи.